# Paolo Simion
Paolo Simion (* 10. Oktober 1992 in Castelfranco Veneto) ist ein ehemaliger italienischer Radrennfahrer, der auf Straße und Bahn aktiv war.

## Sportliche Laufbahn
2007 wurde Paolo Simion als Jugendlicher in Bassano del Grappa Dritter der italienischen Meisterschaft in der Mannschaftsverfolgung. 2010 wurde er italienischer Junioren-Meister im Straßenrennen sowie Junioren-Europameister im Omnium auf der Bahn. Im Straßenrennen der Junioren-EM wurde er zudem Vierter. 2012 gewann er mehrere kleine Straßenrennen in Italien. Im selben Jahr errang er beim ersten Lauf des Bahnrad-Weltcups 2012/13 in Cali die Goldmedaille im Omnium. 2013 wurde er mit Alex Buttazzoni, Michele Scartezzini und Marco Coledan italienischer Meister in der Mannschaftsverfolgung.
Auf der Straße gewann Simion 2012 und 2013 den Circuito del Porto, 2013 zudem eine Etappe des Giro della Regione Friuli Venezia Giulia. Nachdem er 2014 bereits als Stagiaire eingesetzt worden war, wurde er 2015 festes Mitglied im UCI ProTeam Bardiani CSF. Mit dem Team nahm er dreimal am Giro d’Italia teil, bei dem er jeweils das Ziel erreichte. Sein einziger zählbarer Erfolg für das Team blieb der Gewinn der letzten Etappe der Kroatien-Rundfahrt 2018.
Trotz einiger Top-10-Platzierungen in der Saison 2019 wurde Simions Vertrag nicht verlängert. 2020 war er Mitglied im chinesischen Tianyoude Hotel Cycling Team, mit dem er aufgrund der COVID-19-Pandemie jedoch keine Renneinsätze hatte. Zur Saison 2021 wechselte er zum rumänischen UCI Continental Team Giotti Victoria. Nachdem er ohne einen einzigen Ranglistenpunkt geblieben war, beendete Simion nach der Saison 2021 im Alter von 29 Jahren seine Karriere als Radrennfahrer.

## Erfolge

### Straße
2010
- Italienischer Meister - Straßenrennen (Junioren)

2012
- Circuito del Porto

2013
- Circuito del Porto
- eine Etappe Giro della Regione Friuli Venezia Giulia

2018
- eine Etappe Kroatien-Rundfahrt

### Bahn
2009
- Italienischer Junioren-Meister - Mannschaftsverfolgung (mit Liam Bertazzo, Nicolò Rocchi und Dario Sonda)

2010
- Junioren-Europameisterschaft - Mannschaftsverfolgung (mit Liam Bertazzo, Filippo Ranzi und Michele Scartezzini)
- Junioren-Europameister - Omnium
- Italienischer Meister - Mannschaftsverfolgung (Junioren) (mit Liam Bertazzo, Daniele De Danieli und Michele Scartezzini)
- Italienischer Junioren-Meister - Scratch

2011
- Junioren-Europameisterschaft - Mannschaftsverfolgung (mit Filippo Ranzi, Michele Scartezzini und Liam Bertazzo)

2012
- Weltcup in Cali

2013
- Italienischer Meister - Mannschaftsverfolgung (mit Alex Buttazzoni, Michele Scartezzini und Marco Coledan)

## Grand-Tour-Platzierungen
| Grand Tour            | 2016 | 2017 | 2018 | 2019 |
| --------------------- | ---- | ---- | ---- | ---- |
| Giro d’ItaliaGiro     | 145  | –    | 131  | 140  |
| Tour de FranceTour    | –    | –    | –    |      |
| Vuelta a EspañaVuelta | –    | –    | –    |      |